# Sport-Kurier Mannheim
Sport-Kurier Mannheim ist eine deutsche Sportzeitschrift. Im Rhythmus von 8 Wochen erscheint der Sport-Kurier im Hochglanzmagazin mit dem Titel "sport-kurier rhein-neckar/kraichgau". Das Magazin beschäftigt sich auf 44–50 Seiten hauptsächlich mit dem Sport aus der Region Rhein-Neckar und des Kraichgaus. Der Stammsitz der Redaktion befindet sich in Mannheim-Seckenheim. Gedruckt wird das Sportmagazin bei City-Druck in Heidelberg.

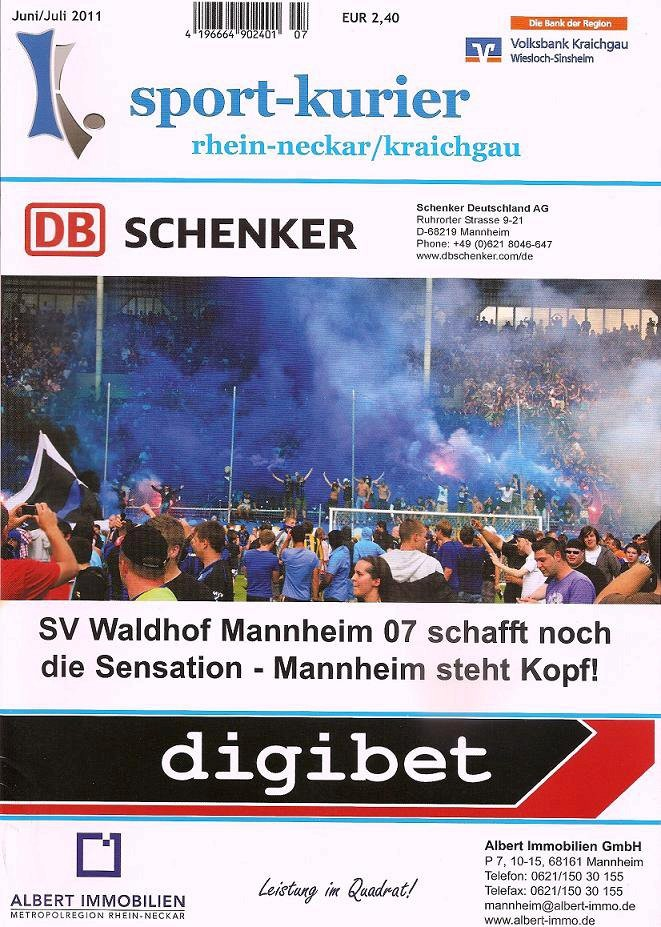
Sport-Kurier Mannheim

## Geschichte
Die erste Ausgabe der Zeitschrift Sport-Kurier Mannheim erschien am 6. August 2004 durch den Inhaber Michael Wilkening. Gleichberechtigter Teilhaber an der Firma war seinerzeit Manfred Jordan, der Inhaber der Firma Media-Marketing SMJ. Im Februar 2006 stieg Michael Wilkening aus der Firma aus und Manfred Jordan übernahm diese alleinführend. Seit 1. Februar 2006 ist Chefredakteur Manfred Jordan, somit der Geschäftsführende Inhaber des Sport-Kurier Mannheim. Der Einführungspreis betrug 2,40 EURO. Neben aktuellen Hintergrundberichten, Interviews und spannenden Reportagen von der Bundesliga bis in die unteren Spielklassen, blickt der "sport-kurier" auch über den Tellerrand hinaus, kümmert sich um den Nachwuchs, veröffentlicht Tabellen und stellt in Reportagen interessante Sportler aus der Rhein-Neckar Region vor.
Abgerundet wird das Angebot von lesenswerten Kolumnen. Erhältlich ist das Magazin im Zeitschriftenhandel, als Abo und bei vielen Vereinen aus dem Sportkreis Mannheim, Heidelberg und Kraichgau. Zusätzlich wird das Hochglanzmagazin an knapp 100 stark frequentierten Auslegestellen im Rhein-Neckar Raum platziert. Je Ausgabe wird das Sportmagazin von ca. 35.000 Menschen gelesen.
Chefredakteur
- Manfred Jordan

Redakteure
- Ronald Ding
- Marc Schüler
- Thomas Keller
- Daniel Hut
- Jürgen Bauer
- Katrin Schill
- weitere freie Journalisten

Fotografen
- Michael Ruffler
- Marc Schüler
- Marco Bschirrer
- Berno Nix
- Katrin Schill

Webmaster
- Stefan Reiser

## Sport-Kurier online

Logo

Online ist der Sport-Kurier mit die stärkste Internetplattform aus dem Bereich Sport in der Rhein-Neckar Region. Mit bis zu 45.000 Seitenaufrufen täglich hat sich das Online-Portal bei den sportinteressierten der Region unentbehrlich gemacht. Mit den namhaften Vereinen wie Adler Mannheim, Rhein-Neckar Löwen, TSG 1899 Hoffenheim, SV Sandhausen, SV Waldhof Mannheim, VfR Mannheim und vielen anderen regionalen Vereinen – berichtet der Sport-Kurier Mannheim täglich über das aktuelle Sportgeschehen im Rhein-Neckar-Raum. Insbesondere über die Vereine aus den unteren Klassen bis hin zur Regionalliga zeigt sich der Sport-Kurier als Nr. 1 der Region.
Aber auch überregional berichtet der Sport-Kurier regelmäßig über die Bundesligavereine 1. FC Kaiserslautern, FSV Mainz 05, SG Eintracht Frankfurt sowie den Karlsruher SC. In der Zeitschrift sowie auch online sind immer wieder Interviews mit namhaften Fußballspielern, Trainern und anderen bekannten Sportlern zu lesen, sowie Einblicke in das Privatleben und das Training der „Stars“ enthalten.